# 小沢久之丞
小沢 久之丞（おざわ きゅうのじょう、正字体：小澤久之亟、1905年4月22日 - 1988年12月14日）は、日本の工学者、航空機技術者である。斬新な真空チューブ列車を考案した。

## 来歴
愛知県名古屋市出身。東京帝国大学工学部船舶工学科を卒業。三菱重工業名古屋航空機製作所に就職し、第二次世界大戦中は四式重爆撃機「飛龍」を開発した。
1949年より名城大学理工学部教授に就任し、1971年から1972年まで学長を務めた。
1949年に『音速滑走体の構想』を発表した。1959年から愛知県の鍋田干拓地（現・弥富市)や農学部のあった鷹来キャンパス（春日井市）で実験をおこなった。真空パイプの中を走らせることで空気抵抗を減らす超音速滑走体の研究を進めた。小沢がこの研究に取り組んだのは、日本が占領されていた当時、GHQによって航空機の製造が禁じられており、航空機を上回る速度の地上の交通機関実現を目指したためだった。
実験で使用した滑走体は全長1m、直径8cm、重量は6.7kgでニトログリセリンによるロケットエンジンを搭載していた。1970年の実験ではミドリガメとカエルを乗せて1,600mを3秒で滑走し、計算上の時速2,500kmという驚異的な記録を出した。1972年3月の第7回実験では搭載した生物のうちカメとカエルを生きた状態で回収することに成功した。実験は、実験場の立地の問題（周辺の都市開発）や施設の老朽化、大学予算の範囲での限界といった理由からこの回で終了となった。
小沢の研究は未完に終わったものの、次世代を担う学生達に指針を示し門下生達はそれぞれの分野で活躍した。また、夢の音速列車にあこがれて入学する学生も多く、『開学間もない名城大のブランド力アップに貢献した』とされる。
小沢は1978年に名城大学を定年で退いた。